# ششصد دستگاه مشهد
ششصد دستگاه مجتمع مسکونی ۶۰۰ واحدی در شهر مشهد است که داری ۱۹ بلوک می‌باشد. ساختمان‌های ششصد دستگاه ۵ طبقه‌ای و هر کدام از واحدها ۸۸ متر می‌باشند. این مجتمع از لحاظ مختصات واقع در مرکز شهر مشهد به مختصات جغرافیایی (۶"۱۹'۳۶° N) شمالی و (۱۹"۳۴'۵۹° E) شرقی می‌باشد.
حاشیه‌های مجتمع ششصد دستگاه از جنوب به بلوار ارشاد، از شمال به بلوار فردوسی، از غرب به بلوار خیام و از سمت شرق به بلوار شهید صادقی ختم می‌شوند.

بلوار دهخدا، ششصد دستگاه را از مجتمع مسکونی ۵۱۲ دستگاه جدا می‌کند. این مجتمع دارای یک پارک بازی برای کودکان، دو مجموعه سوپرمارکت در شمال و شرق و یک آب‌نما در میدان اصلی مجتمع که به نام‌های: (میدان پنگوئن، میدان طوطی و میدان چُقُک) شناخته می‌شود، است. این مجتمع مسکونی دارای جمعیتی بالغ بر ۲۰۰۰ نفر می‌باشد.